# Orinomana mana
Orinomana mana là một loài nhện trong họ Uloboridae.
Loài này thuộc chi Orinomana. Orinomana mana được miêu tả năm 1979 bởi Opell.